# نیژنی بگنیاش
نیژنی بگنیاش (به لاتین: Nizhny Begenyash) یک منطقهٔ مسکونی در روسیه است که در باشقیرستان واقع شده‌است.